# Ceracis sallei
Ceracis sallei es una especie de coleóptero de la familia Ciidae.

## Distribución geográfica
Se encuentra al este de América del Norte.